# Francolinus swainsonii
Francolinus swainsonii là một loài chim trong họ Phasianidae.